# ギリー

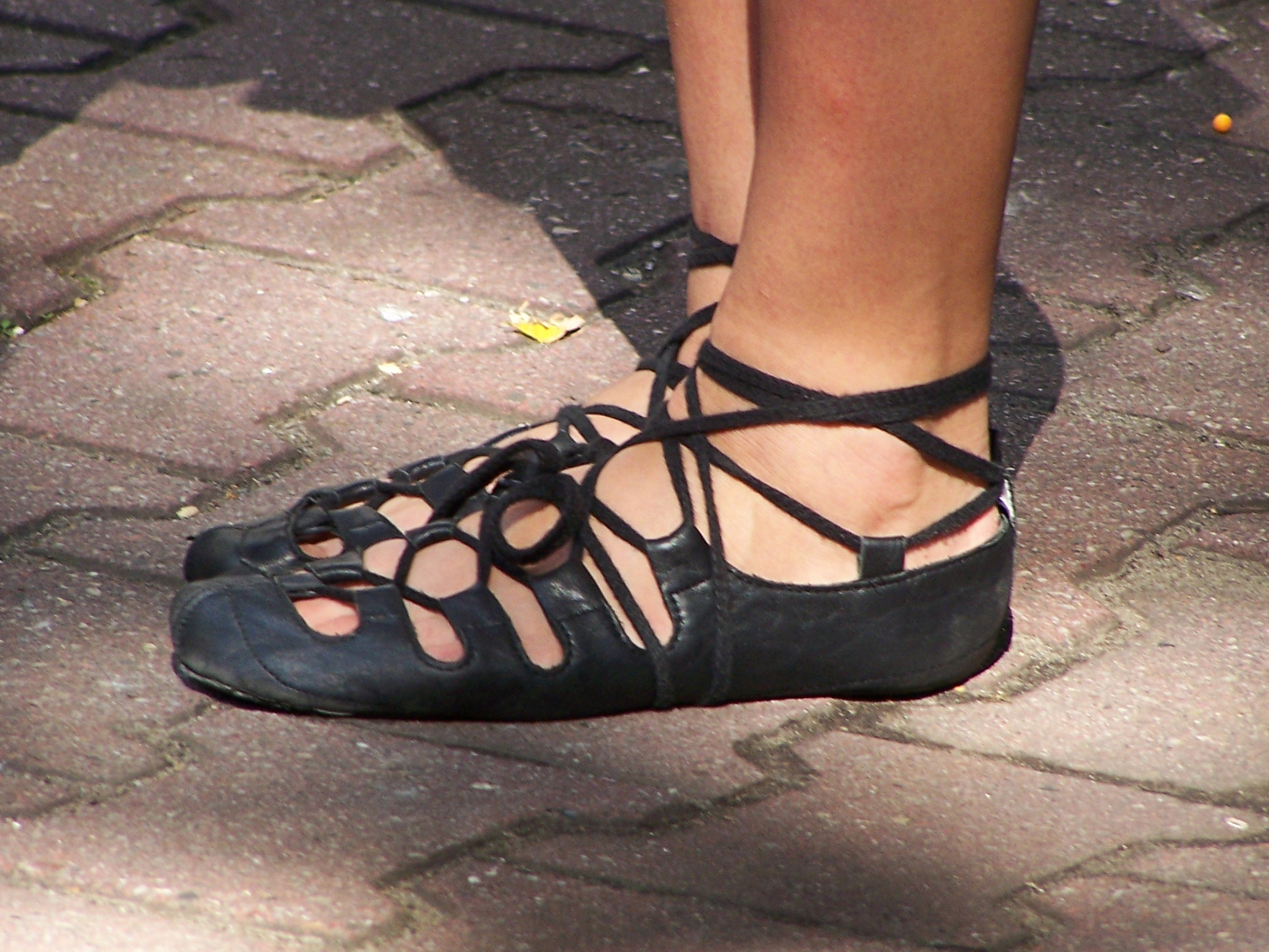
アイルランドのギリー

ギリー（英語: Ghillies）は、ダンス用の靴の一つで、バレエ・シューズに似た柔らかい靴である。アイリッシュ・ダンスでは女性が、スコティッシュ・カントリー・ダンスやハイランド・ダンスでは男性・女性ともに着用する。
ギリーは、ライト・シューズ、ポンプス （pomps）、パンプス、ソフト・シューズなど、さまざまな名前で呼ばれることがある。日本ではギリーシューズと呼ばれることもある。

## 外観と素材
ギリーは柔らかい靴で、ほとんどの場合、しなやかな革で足の形に合わせて作られている。スニーカーのように靴紐を足の甲で十字に交差させて結ぶ。ほとんどのダンサーは、大会で必要となるため靴紐タイプのものを着用するが、伸縮性のある素材で作られた紐なしのものもある。また、靴紐をソールに巻き付けるダンサーもいる。靴底は通常、革製で靴の底面全体を覆うフルソールだが、踵と母指球の下にだけ底があるスプリットソールのものもある。色は黒が一般的だが、赤や緑、白など他の色のものも作られている。白のものは、特別に振り付けられたダンスの衣装として使う際に、青、赤、ピンクなどさまざまな色に染めることがある。

## スコティッシュ・ギリー
スコティッシュ・ギリーは、ハイランド・ダンスやスコティッシュ・カントリー・ダンスで使われるもので、男性・女性ともに着用する。色つきのステッチやアイレットを施したものもあるが、ほとんどの場合 黒のものが使われる。ハイランド・ダンスのハイランド・ギリーは、一般的にはぴったりとフィットさせるが、厚い靴下やホーズの上に履くこともある。ナショナル・ダンスの場合は薄い靴下やストッキングを履いた足にぴったりとフィットする。一般的には、美しく踊るためにフィット感は非常にタイトに調整される。

## アイリッシュ・ギリー
アイリッシュ・ギリーはアイリッシュ・ダンスにおいて女性が着用するもので、男性はリール・シューズを着用する。スコティッシュ・ギリーとは異なり、アイリッシュ・ギリーはステッチに色糸を使うことはめったになく、アイレットの代わりに革製のループに紐を通すつくりになっている。靴底は無地のフルソールとスプリットソールのどちらもある。

## バレエ・シューズとの比較
ギリーは、バレエ・シューズのように革で作られるのが一般的で、ソールも似ている。ハイランド・ダンスやアイリッシュ・ダンスの初心者には、コストが格段に安く済むためバレエ・シューズを使う者も多い。バレエ・シューズとギリーの最も簡単な違いは、ギリーは靴紐で固定するのに対して、バレエ・シューズは足首の部分を伸縮性の素材で固定することである。また、ギリーの靴紐は非常に長く、足首と足に巻き付けてから結ぶ点も異なる。他にも、ギリーは靴の端を紐や伸縮性の素材で締めることができないことや、靴底が縫い止めではなく接着されている点も異なる。

## 他の用途
- ギリーブローグもタン（舌革）がなく甲を靴紐で締めるタイプの靴であり、特にスコティッシュ・カントリー・ダンスで用いられるが、これもギリーと呼ぶことがある。現在はダンスや社交イベントで着用されるが、もともとはタンがないためすぐに乾き、結び目が足首の上にあるため泥に引っかかりにくい靴として生まれたものである。
- アッパーにアイレットを設けるのではなく、アッパーからタンの上にかかるようにリングやループを設け、そこに靴紐を通して締めるタイプの靴をギリーと言うことがある。これはスニーカーなどでよくみられる。
- ギリーは、リリカル・ダンスなど他のダンスでも使われる。